# Rally Valeo de 1987
El Rally Valeo de 1987, oficialmente 4.º Rally Valeo, fue la cuarta edición y la undécima ronda de la temporada 1987 del Campeonato de España de Rally. Fue también puntuable para la Copa R5 Gt Turbo, el Desafío Peugeot,  la Copa Ibiza y el Trofeo Opel. Se celebró del 14 al 15 de noviembre y contó con un itinerario de veinte tramos.
Carlo Sainz se impuso en la última prueba del año con una amplia ventaja sobre sus rivales. El único contratiempo que sufrió fue en el tramo del circuito del Jarama donde rompió el grupo cónico de su Ford Sierra Cosworth. Sus mecánicos lograron cambiar la pieza y tan solo perdió un minuto pero siguió conservando la primera plaza hasta el final donde aventajó a Josep Bassas con más de tres minutos y medio. En tercera posición finalizó Salvador Servià que no pudo hacerse con la segunda posición luego de sufrir hasta en dos ocasiones la rotura de un palier y que le hizo perder incluso las posiciones de podio por lo que tuvo que apretar el ritmo y superar a Borja Moratal que rodaba tercero tras los problemas de su rival. Pero el más perjudicado en esta prueba fue el piloto de Opel Beny Fernández, que sufrió varios percances. Primero penalizó doce minutos y luego en el circuito del Jarama dio cuatro vueltas en lugar de las tres previstas que le hizo perder otros cuatro minutos cuando peleaba por la segunda posición cayendo a la undécima plaza. El uruguayo Gustavo Trelles fue quinto en la general y primero en el grupo N; Foncueva venció en la Copa Seat Ibiza aunque no logró terminar (solo contaba la primera etapa para dicha copa) y el vasco Roland Holke se hizo con el desafío Peugeot.

## Itinerario
| Día   | Tramo | Nombre              | Distancia | Ganador                         | Líder                           |
| ----- | ----- | ------------------- | --------- | ------------------------------- | ------------------------------- |
| Día 1 | TC1   | La Parrilla         | 22.90 km  | Carlos Sainz Guillermo Barreras | Carlos Sainz Guillermo Barreras |
| Día 1 | TC2   | El Vellón           | 9.04 km   | Carlos Sainz                    | Carlos Sainz                    |
| Día 1 | TC3   | El Atazar           | 5.60 km   | Guillermo Barreras              | Carlos Sainz                    |
| Día 1 | TC4   | El Berrueco         | 8.00 km   | Carlos Sainz                    | Carlos Sainz                    |
| Día 1 | TC5   | Circuito del Jarama | 12.80 km  | Carlos Sainz                    | Carlos Sainz                    |
| Día 1 | TC6   | La Parrilla         | 22.90 km  | Carlos Sainz                    | Carlos Sainz                    |
| Día 1 | TC7   | El Vellón           | 9.04 km   | Carlos Sainz                    | Carlos Sainz                    |
| Día 1 | TC8   | El Atazar           | 5.60 km   | Carlos Sainz Guillermo Barreras | Carlos Sainz                    |
| Día 1 | TC9   | El Berrueco         | 8.00 km   | Carlos Sainz                    | Carlos Sainz                    |
| Día 1 | TC10  | La Parrilla         | 22.90 km  | Carlos Sainz                    | Carlos Sainz                    |
| Día 1 | TC11  | El Vellón           | 9.04 km   | Josep Bassas Beny Fernández     | Carlos Sainz                    |
| Día 1 | TC12  | El Atazar           | 5.60 km   | Josep Bassas                    | Carlos Sainz                    |
| Día 1 | TC13  | El Berrueco         | 8.00 km   | Carlos Sainz                    | Carlos Sainz                    |
| Día 2 | TC14  | Viñuelas            | 11.90 km  | Carlos Sainz                    | Carlos Sainz                    |
| Día 2 | TC15  | El Espartal         | 12.00 km  | Carlos Sainz                    | Carlos Sainz                    |
| Día 2 | TC16  | Monte Calvillo      | 11.10 km  | Carlos Sainz                    | Carlos Sainz                    |
| Día 2 | TC17  | Circuito del Jarama | 12.80 km  | Borja Moratal Gustavo Trelles   | Carlos Sainz                    |
| Día 2 | TC18  | Viñuelas            | 11.90 km  | Carlos Sainz                    | Carlos Sainz                    |
| Día 2 | TC19  | El Espartal         | 12.00 km  | Salvador Servià                 | Carlos Sainz                    |
| Día 2 | TC20  | Monte Calvillo      | 11.90 km  | Salvador Servià                 | Carlos Sainz                    |

## Clasificación final
| Pos. | Piloto                 | Copiloto               | Automóvil                  | Tiempo  | Diferencia |
| ---- | ---------------------- | ---------------------- | -------------------------- | ------- | ---------- |
| 1.   | Carlos Sainz           | Antonio Boto           | Ford Sierra RS Cosworth    | 2:44:11 | 0.0        |
| 2.   | Josep Bassas           | Josep Autet            | BMW M3 E30                 | 2:47:53 | +3:42      |
| 3.   | Salvador Servià        | Jordi Sabater          | Volkswagen Golf II GTi 16V | 2:48:53 | +4:42      |
| 4.   | Borja Moratal          | Alfredo Rodríguez      | Peugeot 205 GTI 1.9        | 2:49:09 | +4:58      |
| 5.   | Gustavo Trelles        | Daniel Muzio           | Renault 5 GT Turbo         | 2:52:01 | +7:50      |
| 6.   | Josep María Bardolet   | Pilar Compte           | Citroën Visa GTi           | 2:52:54 | +8:43      |
| 7.   | José Manuel Hernández  | F. Campo               | Renault 5 GT Turbo         | 2:56:50 | +12:39     |
| 8.   | Germán Castrillón      | Estrella Castrillón    | Renault 5 GT Turbo         | 2:58:39 | +14:28     |
| 9.   | Carlos Alonso-Lamberti | «Vivi»                 | Alfa Romeo 75 Turbo        | 2:59:45 | +15:34     |
| 10.  | Roland Holke           | José Luis Puigdengolas | Peugeot 205 GTI            | 3:02:07 | +17:56     |